# Veinge
Veinge is een dorp met 1176 inwoners in de gemeente Laholm in de provincie Halland, Zweden.

## Verkeer en vervoer
Bij de plaats loopt de Riksväg 15.
Ala · Allarp · Edenberga · Genevad · Hasslöv · Hishult · Knäred · Laholm · Lilla Tjärby · Mellbystrand · Ränneslöv · Skottorp · Skummeslövsstrand · Vallberga · Våxtorp · Veinge · Ysby